# کمیسیون مبارزه با فساد جمهوری آذربایجان
کمیسیون مبارزه با فساد جمهوری آذربایجان (ترکی آذربایجانی: Azərbaycan Respublikasının Korrupsiyaya Qarşı Mübarizə üzrə Komissiyası) بنابر بند ۲ ماده ۴ قانون جمهوری آذربایجان در خصوص مبارزه با فساد تأسیس شده که، از سال ۲۰۰۵ به عنوان یک آژانس تخصصی در این زمینه فعالیت دارد. ریاست کمیسیون به عهده رامیز مهدی‌اف است.
کمیسیون متشکل از ۱۵ عضو است، که ۵ نفر از آنها از سوی رئیس‌جمهور، ۵ نفر از طرف مجلس ملی و ۵ نفر دیگر نیز توسط دادگاه قانون اساسی جمهوری آذربایجان تعیین می‌گردند.

## اطلاعات کلی
کمیسیون مبارزه با فساد با اتکا بر قانون اساسی جمهوری آذربایجان، معاهده‌های بین‌المللی امضاءشده توسط این کشور، فوانین آذربایجان و سایر هنجارها و ضوابط حقوقی و نیز آیین‌نامه این نهاد عمل می‌نماید. این کمیسیون که دستور کار خود را با توجه به قوانین و با همکاری قوای مجریه و قضائیه تشکیل می‌دهد، به‌طور پیوسته گزارش‌هایی به ریاست جمهوری، مجلس ملی و دادگاه قانون اساسی جمهوری آذربایجان ارائه می‌دهد. رئیس کمیسیون، مقام مسئول صدارت فعالیت و انجام امور این نهاد است. کمیسیون یک دبیرخانه را دارا ست، که مسئولیت اجرای اقدامات ضروری جهت برگزاری جلسات کمیسیون، تدوین اسناد مسائل مطرح شده برای مذاکره، انجام امور دفتری و غیره… را به عهده دارد. مسایل مربوط به اختیارات کمیسیون در جلساتش مورد بررسی و رایزنی واقع می‌شود. جلسه‌ها مدام و هر سه ماهی حداقل یک بار برگزار می‌شود.

## وظایف
وظایف کمیسیون به شرح ذیل است:
- حضور در شکل‌گیری سیاست‌های دولت در زمینه مبارزه با فساد
- هماهنگی فعالیت نهادهای دولتی در این زمینه
- نظارت بر اجرای طرح دولت در راستای مبارزه با فساد
- تجزیه و تحلیل وضعیت و کارایی روش‌های مبارزه با فساد
- اخذ صورت‌های مالی پیش‌بینی شده در بند ۱ ماده ۵ قانون مبارزه با فساد
- جمع‌آوری، بررسی و جمع‌بندی اطلاعات مرتبط با موارد تخلفات و نقض قانون مبارزه با فساد
- ارائه پیشنهادها به نهادهای عمومی مربوطه
- تعامل و همکاری با نهادهای عمومی و سایر ارگانها در عرصه مبارزه با فساد
- دریافت و رسیدگی به شکایت‌ها و درخواست‌نامه‌های مراجعه کنندگان در رابطه با فساد

## اختیارات عمده
دامنه اختیارات کمیسیون در جهت انجام وظایف خود موارد زیر را شامل است:
- مطالعه و تعمیم وضعیت اجرای مقررات و قوانین مبارزه با فساد و دریافت و بررسی اطلاعات و گزارش‌های ابلاغ شده از سوی رؤسای نیروی انتضامی و سایر نهادهای دولتی
- اخذ اطلاعات و مطالب لازمه از ارگان‌های دولتی و نهادهای اداری محلی
- دریافت اطلاعات دریافتی در خصوص وضعیت اجرای برنامه دولتی مبارزه با فساد از دستگاه‌های دولتی ذی‌ربط و برسی وضع کارهای انجام شده
- تهیه توصیه‌ها و پیشنهادهایی جهت افزایش سطح کارایی مبارزه با فساد و رفع کم و کسری و قصور در زمینه مبارزه با فساد و اختاذ اقدامات ضروری متوجه اجرای آن‌ها
- اعمال اقدامات مهم در راستای افزایش سطح افکار عمومی در عرصه مبارزه با فساد و انجام نظرسنجی‌های عمومی
- همکاری با سازمان‌های مردم‌نهاد، رسانه‌های گروهی، نمایندگان بخش خصوصی، کارشناسان مستقل و در صورت لزوم جذب آن‌ها به اجرای برخی وظایف
- حضور در تعاملات بین‌المللی برای افزایش کارایی و همچنین سازماندهی مبارزه با فساد
- ابلاغ پرونده‌ها به مراجع ذی‌صلاح، در صورتی که آن‌ها شامل موارد جرم‌آور ی مرتبط با مفاسد باشند
- ارائه پیشنهادها برای بهبود و تکمیل قوانین و خط مشی دولت در رابطه با مبارزه با فساد

بر اساس قوانین جمهوری آذربایجان، کمیسیون مبارزه با فساد از چندین اختیار دیگر نیز برخوردار می‌باشد.